# Queenseis Kariya
Le Queenseis Kariya (クインシーズ刈谷) sono una società pallavolistica femminile giapponese, con sede a Kariya. Militano nel massimo campionato giapponese, la SV.League; il club appartiene alla Toyota Auto Body.

## Storia
Le Toyota Auto Body Queenseis nascono nel 1951. Dopo molti anni di militanza nelle categorie inferiori del campionato giapponese, nella stagione 1999-00 fanno il loro esordio nella V.Challenge League, il campionato cadetto giapponese. Nella stagione 2006-07, grazie alla vittoria della V.Challenge League della stagione precedente, partecipano per la prima volta alla V.Premier League, classificandosi decime.
Durante la permanenza in massima serie vincono due edizioni della Coppa dell'Imperatrice ed il Torneo Kurowashiki 2014.

## Rosa 2013-2014
| N° | Nome               | Ruolo | Data di nascita   | Nazionalità sportiva |
| -- | ------------------ | ----- | ----------------- | -------------------- |
| -  | Masayuki Izumikawa | All   | 22 gennaio 1971   | Giappone             |
| 1  | Saki Takeda        | S     | 19 agosto 1988    | Giappone             |
| 2  | Yoshiko Yano       | C     | 1º agosto 1985    | Giappone             |
| 3  | Yoko Yamamoto      | C     | 5 aprile 1989     | Giappone             |
| 4  | Natsumi Fujita     | P     | 5 agosto 1991     | Giappone             |
| 5  | Miyuki Hiramatsu   | C     | 22 novembre 1991  | Giappone             |
| 6  | Tomomi Eto         | C     | 10 settembre 1991 | Giappone             |
| 7  | Yuu Higuma         | P     | 5 aprile 1989     | Giappone             |
| 9  | Kasumi Takamoto    | S     | 11 giugno 1993    | Giappone             |
| 10 | Emi Hoshino        | S     | 27 febbraio 1993  | Giappone             |
| 11 | Yukiji Kajiwara    | L     | 19 luglio 1990    | Giappone             |
| 12 | Mari Yamada        | S/O   | 10 aprile 1990    | Giappone             |
| 13 | Sakie Takahashi    | L     | 18 aprile 1993    | Giappone             |
| 14 | Fujiwara Aki       | S     | 14 ottobre 1989   | Giappone             |
| 15 | Seiko Kawamura     | P     | 23 maggio 1984    | Giappone             |
| 16 | Yuki Yamada        | S/O   | 24 maggio 1994    | Giappone             |
| 17 | Aya Takeuchi       | S/O   | 11 febbraio 1992  | Giappone             |
| 18 | Ayako Sana         | S     | 18 maggio 1985    | Giappone             |
| 23 | Kanani Danielson   | S     | 2 febbraio 1990   | Stati Uniti          |

## Palmarès
- Coppa dell'Imperatrice: 2

2008, 2017
- Torneo Kurowashiki: 1

2014